# Милан Вукеља
Милан Вукеља, (28. јануар 1950, Зеница) је југословенски и српски фудбалер и тренер. 
Са седамнаест година играо је за први тим Фудбалског клуба "ЗСК" из Зенице, који је 1968. изборио пласман у Другу савезну лигу Југославије. Те године прешао је у зенички "Челик", а потом у травнички "Борац". Двије сезоне играо је за "Рудар" из Љубије. У љето 1973. прешао је у бањалучки "Борац", са којим је једну сезону играо у Другој и двије у Првој савезној лиги Југославије. Са "Борцем" се пласирао у финале Купа Југославије (1974) и учествовао у европском Купу побједника купова. Године 1976, због повреде, завршио је играчку каријеру. Од 1993. до 2005. радио је као тренер у Борцу из Бања Луке.